# Lotus Eleven
La Lotus Eleven est une voiture de piste conçue par le constructeur britannique Lotus pour les épreuves d'endurance et de sprint en petites cylindrées.
Lotus ayant abandonné la numérotation en « Mark », la Eleven (« onze ») prend la suite de la Lotus Mark IX. Elle sera remplacée par la Lotus 17 en petites cylindrées et par la Lotus 15 en plus grosses cylindrées.
L'Eleven a un châssis en treillis de tubes acier recouvert d'une fine carrosserie en aluminium. Le moteur est disposé à l'avant, les roues arrière étant motrices. Selon les versions, le train arrière est à suspensions indépendantes de type De Dion ou rigide. Le train avant, lui, est indépendant dans tous les cas. Les versions les plus sportives (Le Mans 1 500 cm3) ont 4 freins à disques Girling tandis que les autres ont des tambours. Très légère, elle pèse au total 450 kg environ.
Les mécaniques Coventry Climax FWA de 1 098 cm3 produisent entre 75 et  85 ch et le FWB 1 460 cm3 environ  100 ch. Il existera une version routière équipée d'un rustique moteur Ford à soupapes latérales de 1 172 cm3 et seulement  36 ch, disposant d'un pare brise et d'essuie-glaces.

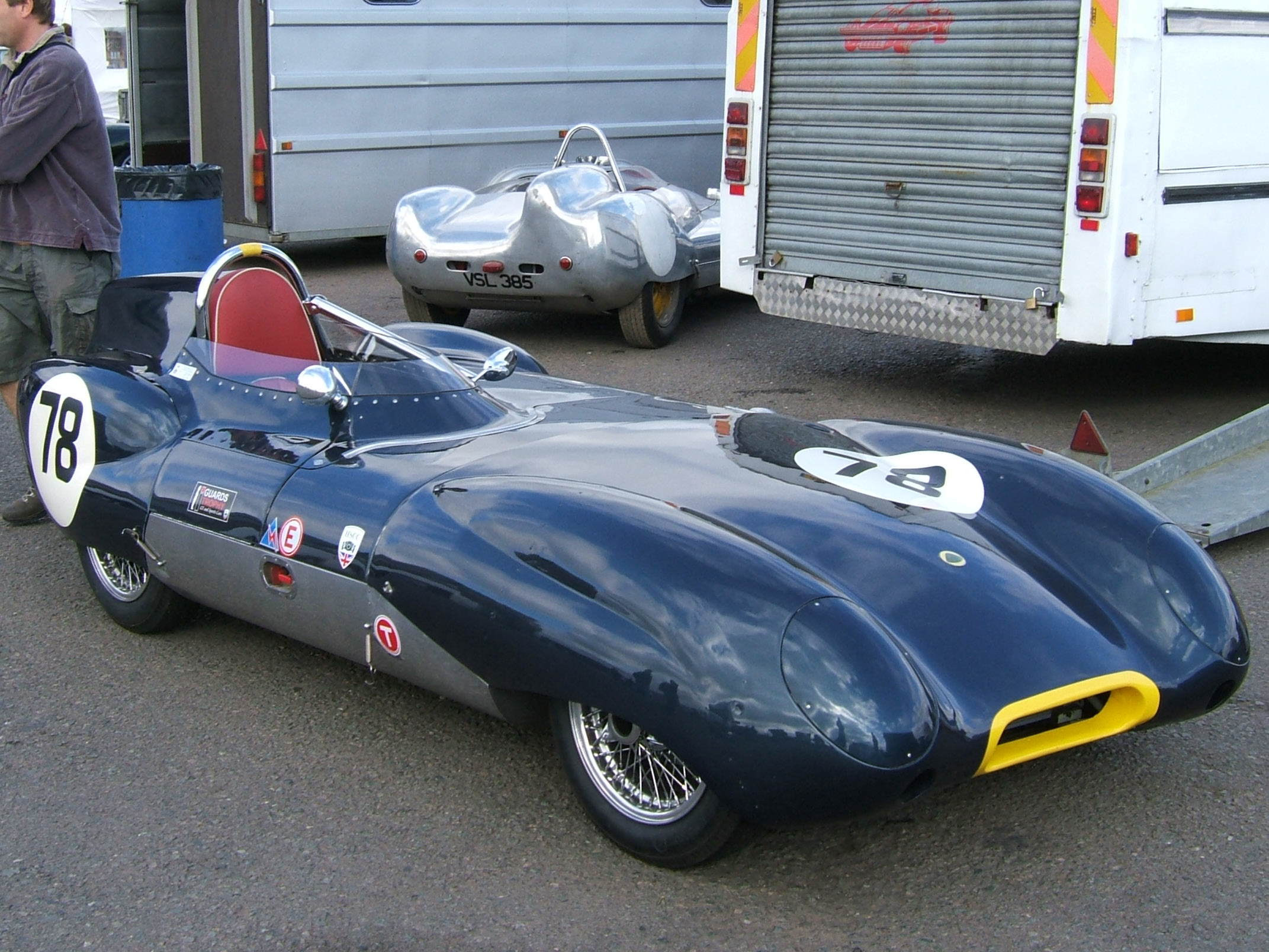
Lotus Eleven, et une Lotus 15 de derrière, notez la similarité.

En 1957 apparaît la Série 2 qui présente de fortes améliorations du châssis pour mieux supporter le surcroît de puissance du moteur de compétition Coventry Climax FPF de 1 475 cm3 et fort de plus de 140 ch. Le train avant reprend la géométrie à triangles superposés de la Lotus 12 de Formule 2.
En 1956 et 1957, l'Eleven gagne la catégorie 1 100 cm3 au Mans. En 1957, elle gagne en 750 cm3 et à l'index de performance avec un petit Coventry Climax FWC de 744 cm3. Une Eleven 1 100 cm3 finit même quatrième au général de l'épreuve de Sebring 1957.
La Lotus Eleven fut un grand succès technique et commercial pour la jeune marque Lotus.